# Мистецтва

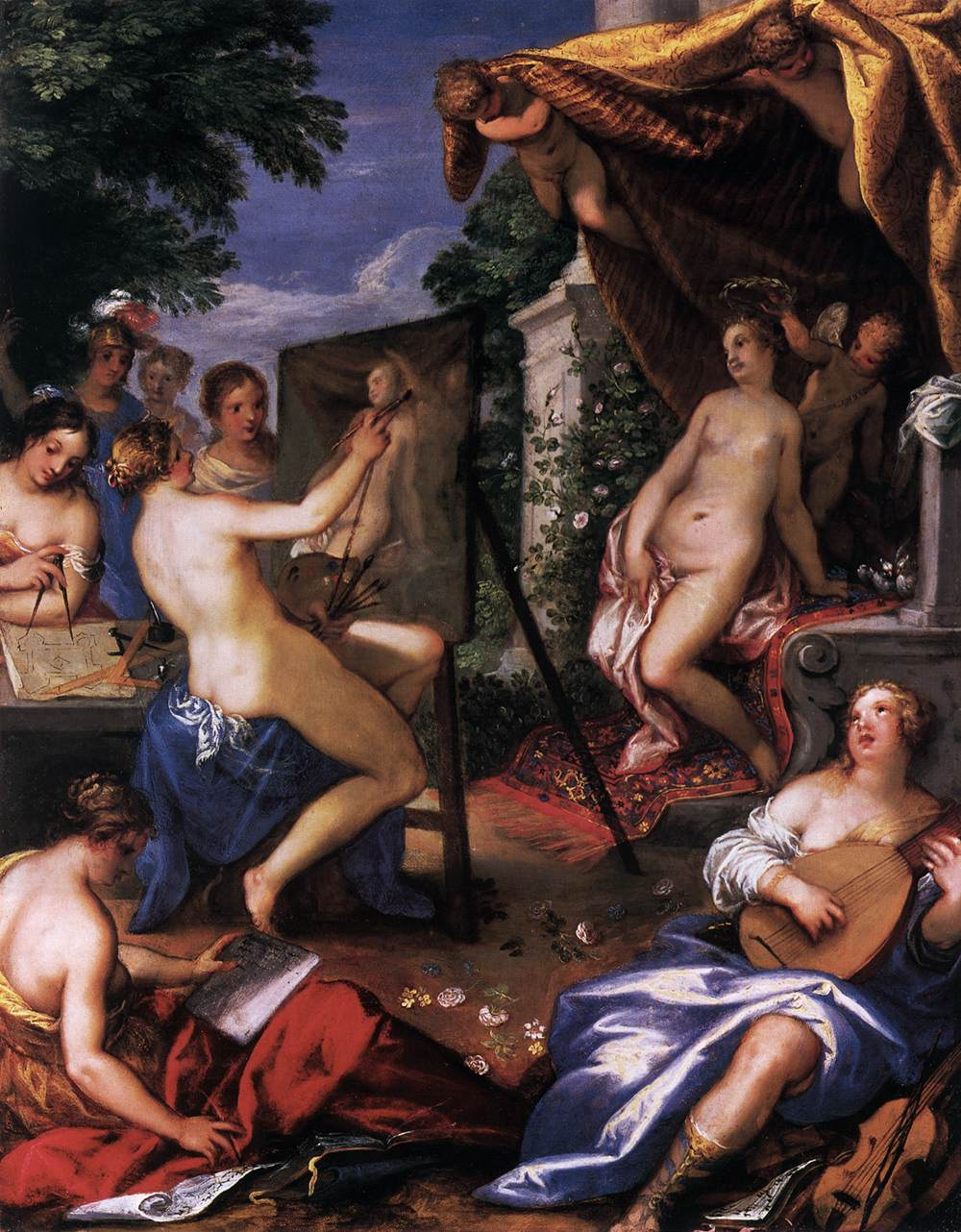
Ганс Роттенхаммер, алегорія мистецтв (друга половина XX століття). Берлінська картинна галерея, Берлін.

Мистецтва — термін, що стосується теорії та фізичному вираженні творчості в різних суспільствах і культурах. Основні складові мистецтв включають літературу (в тому числі драму, поезію і прозу), театральне мистецтво (серед них танець, музика і театр), і образотворче мистецтво (включає малюнок, живопис, кіновиробництво, архітектуру, кераміку, скульптуру і фотографію).
Деякі форми мистецтва поєднують візуальні елементи з грою (наприклад, у кінематографі), або малюнки зі словами (наприклад, у коміксах). Від доісторичних наскельних малюнків до сучасних кінофільмів, мистецтво надає можливість виразити та оповісти про відносини людства з довкіллям.

## Визначення
У самому базовому, абстрактному визначенні, мистецтво — образне осмислення дійсності; процес або підсумок виразу внутрішнього або зовнішнього (щодо творця) світу в художньому образі; творчість, спрямована таким чином, що відображає інтерес не тільки самого автора, а й інших людей. Сам акт створення вираження може також згадуватися як певний вид мистецтва або як мистецтво в цілому. Словник Мерріам-Вебстер визначає «мистецтво» як «живопис, скульптуру, музику, театр, літературу тощо», які розглядаються як група дій, що здійснюються людьми з необхідними навичками та уявою". Конгрес США в Законі про Національний фонд з мистецтва і гуманітарних наук (англ. National Foundation on the Arts and Humanities Act) визначив «мистецтво» в такий спосіб:
Термін «мистецтво» включає, але не обмежується, музику (інструментальну та вокальну), танці, драму, народну творчість, креативне письмо, архітектуру й суміжні області, живопис, скульптуру, фотографію, графіку і ремісничі мистецтва, промисловий дизайн, дизайн костюмів і одягу, кіно, телебачення, радіо, кіно, відео, касети і звукозапис, мистецтва, пов'язані з поданням, виконанням і виставкою перелічених основних видів мистецтва, всі ці традиційні види мистецтва, які практикуються різними людьми цієї країни, також вивчення і застосування мистецтв в людському середовищі.

## Історія та класифікації

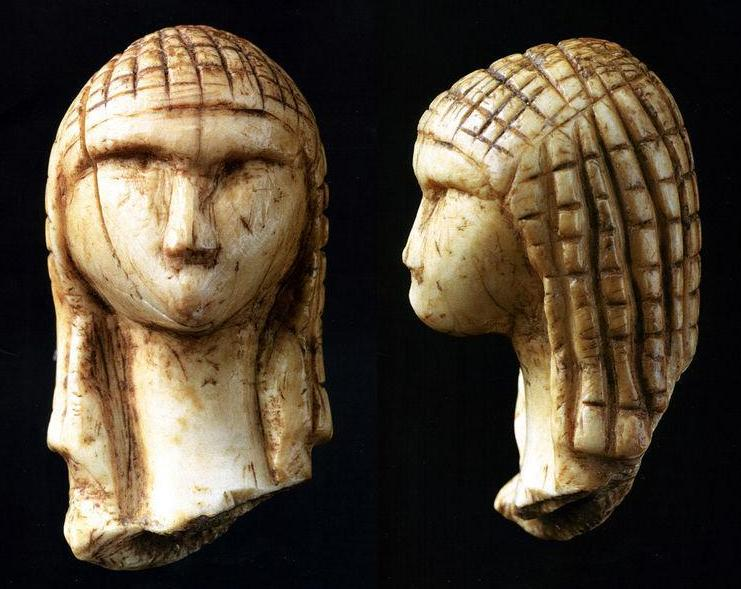
Венера Брассампуйська

У Стародавній Греції, усі мистецтва і ремесла називалися одним і тим самим словом, техне. Таким чином, не існувало ніякого розмежування серед мистецтв. Давньогрецьке мистецтво, описуючи тваринні образи, посприяло розвитку необхідних навичок, які допомогли зобразити мускулатуру, врівноваженість, красу і анатомічно правильні пропорції. Мистецтво Стародавнього Риму зображувало богів у вигляді ідеалізованих людей з характерними відмітними рисами та ознаками (наприклад, блискавка Зевса). У візантійському і готичному мистецтві середньовіччя панування церкви наполягало на вираженні біблійних, а не матеріальних істин.
Східне мистецтво, як правило, було схоже за стилем на західне середньовічне мистецтво, а саме зосереджувалося на поверхневих візерунках і локальному кольорі (мається на увазі простий колір об'єкта, наприклад основний червоний для червоного вбрання, а не модуляції цього кольору, викликані світлом, тінню та відображенням). Особливістю цього стилю є те, що локальний колір часто визначається контуром (сучасний еквівалент —  мультфільм). Це помітно, наприклад, в мистецтві Індії, Тибету, Японії. Ісламське мистецтво традиційно уникає зображення живих істот, особливо людей та інших тварин, у релігійному контексті. Натомість воно виражає релігійні ідеї через каліграфію та геометричні малюнки.

### Класифікації

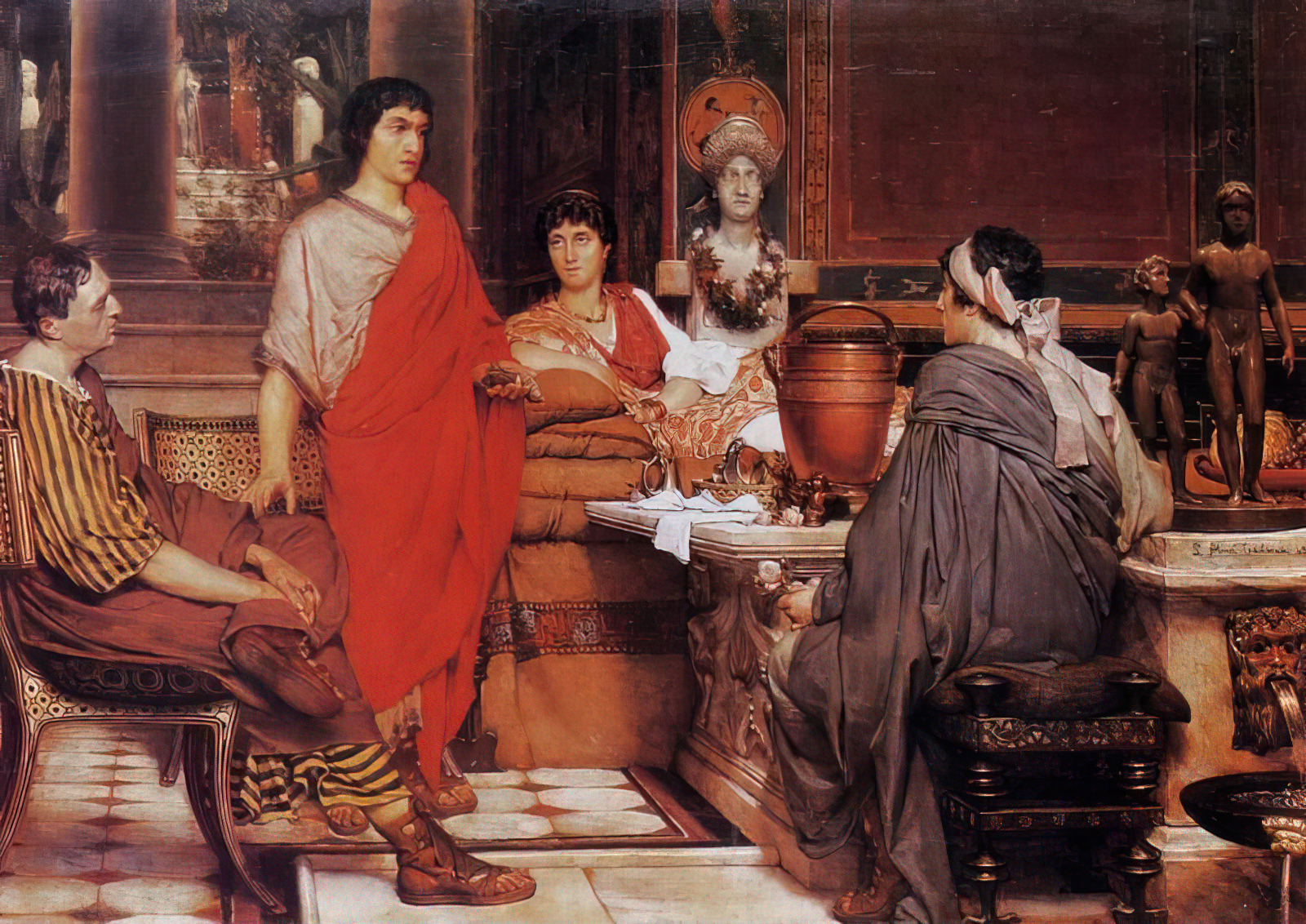
Катулл у Лесбія, Лоуренс Альма-Тадема, 1865

У середні віки artes liberales (вільні мистецтва) викладалися в європейських університетах як частина Тривіуму, вступної програми, що включає граматику, риторику та логіку, і Квадривіуму, навчальної програми, що включає «математичні мистецтва» — арифметику, геометрію, музику та астрономію. Artes mechanicae практикувалися та розвивалися в цехових середовищах. Сучасне розрізнення між «художніми» і «нехудожніми» навичками не склалося до епохи Відродження. У сучасному академічному середовищі, мистецтво поєднується з гуманітарними науками або є їх частиною.
Види мистецтва поділяють на сім частин: живопис, архітектура, скульптура, література, музика, театр та кіно. Одні вважають літературу, живопис, скульптуру та музику основними чотирма видами мистецтва, інші вважаються похідними; драма — це література з акторською грою, танець — це музика, виражена через рух, а пісня — це музика з літературою та голосом. Кіно іноді називають «восьмим», а комікси — «дев'ятим» видом мистецтва.

## Образотворче мистецтво

### Архітектура

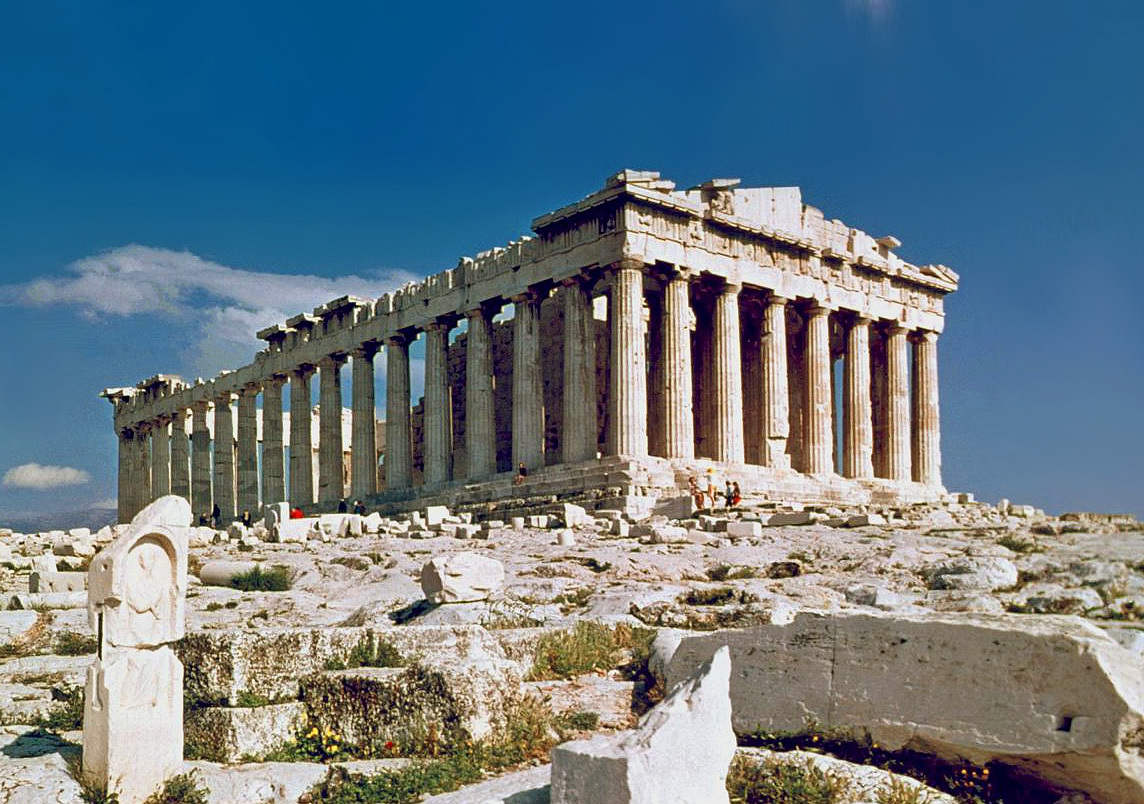
Парфенон на вершині Акрополя, Афіни, Греція

Архітектура — це мистецтво і наука проектування будівель і споруд. Слово архітектура походить від грецького arkhitekton, «майстер-будівельник, керівник робіт», від αρχι- (arkhi) «керівник» + τεκτων (tekton) «будівельник, тесля». Більш широке визначення включає проектування архітектурного середовища, від макрорівня містобудування, міського дизайну та ландшафтної архітектури до мікрорівня створення меблів. Архітектурний проект зазвичай повинен розглядати здійсненність і вартість для будівельника, а також функціональність і естетику для споживача.
У сучасному розумінні архітектура — це мистецтво та дисципліна створення або виведення явного або неявного плану для складного об'єкта чи системи. Цей термін можна використовувати для позначення неявної архітектури абстрактних речей, таких як музика чи математика, очевидної архітектури природних речей, таких як геологічні утворення чи структура біологічних клітин, або явно спланованої архітектури створених людиною речей, таких як програмне забезпечення, комп'ютери, підприємства та бази даних на додачу до будівель. У будь-якому випадку архітектуру можна розглядати як суб'єктивне відображення з людської точки зору (з точки зору користувача у випадку абстрактних чи фізичних артефактів) структури чи системи на елементи чи компоненти, що зберігає зв'язки між елементами або компонентами. Спланована архітектура маніпулює простором, об'ємом, текстурою, світлом, тінню або абстрактними елементами для досягнення приємної естетики. Це відрізняє її від прикладної науки чи інженерії, які зазвичай більше зосереджуються на функціональних та техніко-економічних аспектах проектування конструкцій чи споруд.
У сфері будівельної архітектури навички, необхідні для архітектора, варіюються від складніших, наприклад, для лікарні чи стадіону, до вочевидь простіших, таких як планування житлових будинків. Архітектурні твори можна розглядати як культурні та політичні символи або витвори мистецтва. Роль архітектора, хоч і змінювалася, була центральною для проектування та реалізації приємного середовища, в якому живуть люди.

### Кераміка

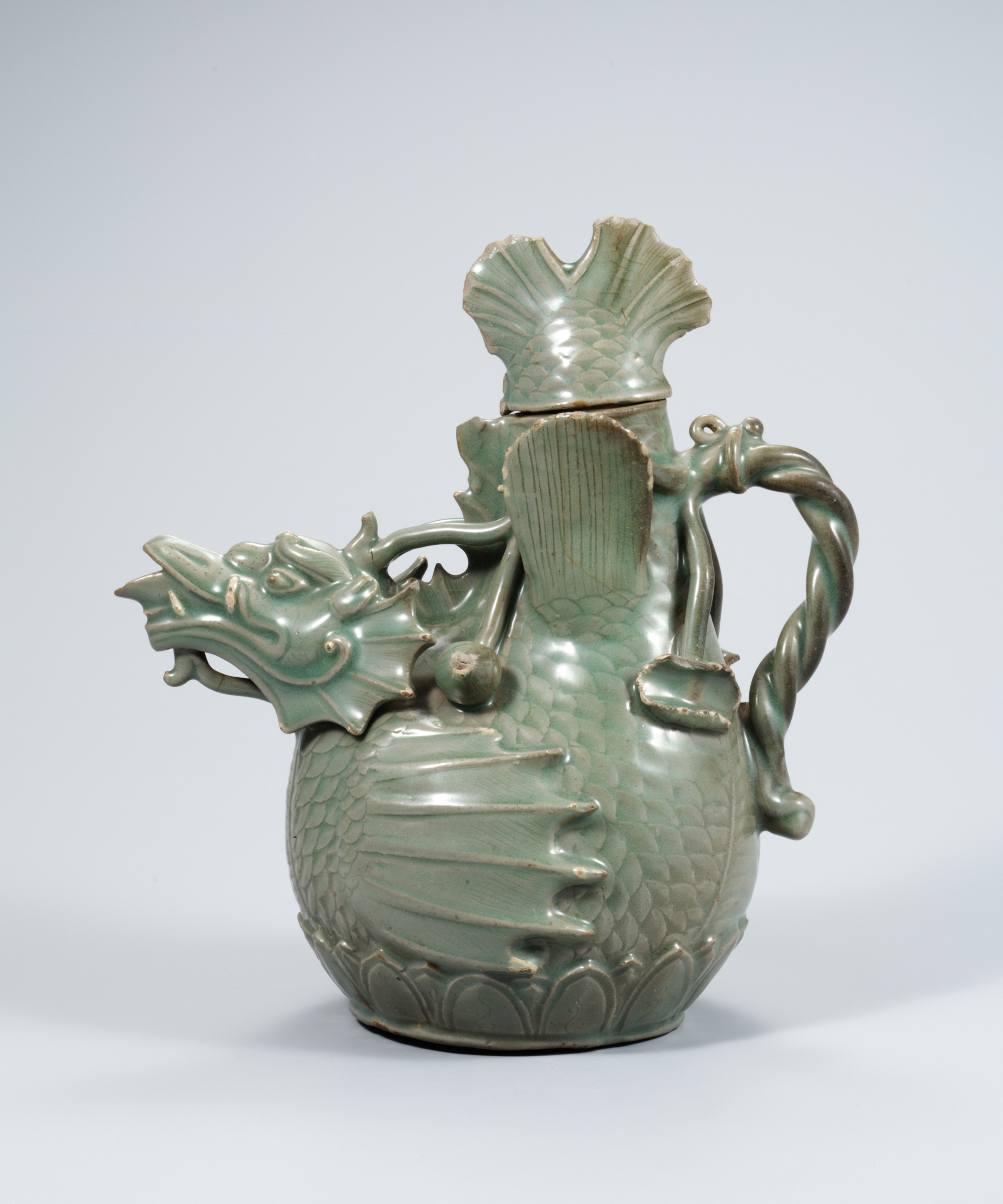
Селадоновий чайник XII ст. Посуд Корьо вважається одним з найбільших досягнень Мистецтво Кореї.

Керамічне мистецтво — це мистецтво, створене за допомогою керамічних матеріалів (включно з глиною), яке може приймати такі форми, як кераміка, плитка, статуетки, скульптури та посуд. У той час як деякі керамічні вироби вважаються образотворчим мистецтвом, інші вважаються предметами декоративного, промислового чи прикладного мистецтва. Кераміку також можна вважати артефактами в археології. Керамічне мистецтво може бути створено як однією людиною, так і групою людей. На гончарній або керамічній фабриці група людей проектує, виготовляє та прикрашає кераміку. Деякі гончарні вироби вважаються художньою керамікою. В одноосібний гончарній майстерні керамісти або гончарі виготовляють студійну кераміку. Кераміка не включає скло та мозаїку з тессери.

### Концептуальне мистецтво
Концептуальне мистецтво — це мистецтво, у якому концепції або ідеї, задіяні у творі, мають пріоритет над традиційними естетичними та матеріальними проблемами.
Термін було започатковано в 1960-х роках стосовно строгого та цілеспрямованого застосування мистецтва, заснованого на ідеях, яке часто кидало виклик традиційним візуальним критеріям, пов'язаним із образотворчим мистецтвом у його представленні у вигляді тексту. Завдяки асоціації з Молодими британськими митцями та Премією Тернера в 1990-х роках його популярне використання, особливо у Великобританії, розвинулося як синонім усього сучасного мистецтва, яке не практикує традиційні навички живопису та скульптури.

### Малювання
Малювання — це спосіб створення зображення за допомогою різноманітних інструментів і технік. Зазвичай малювання передбачає створення позначок на поверхні за допомогою тиску інструмента або переміщення інструменту по поверхні. Звичайними інструментами є графітні олівці, перо та туш, пензлі з чорнилом, воскові кольорові олівці, крейони, деревне вугілля, пастель і фломастери. Використовуються також цифрові інструменти зі схожими ефектами. Основними техніками малювання є малювання лініями, штрихування, перехресне штрихування, довільне штрихування, малювання мазками, точковання та змішування. Художника, який чудово малює ескізи, плани або проекти, називають креслярем або кресляркою. Малювання можна застосовувати для створення зразків мистецтва, які використовуються в індустрії культури, таких як ілюстрації, комікси та анімація. У франкомовних академічних дослідженнях комікси часто називають «дев'ятим видом мистецтва» (le neuvième art), доповнюючи традиційні «Сім мистецтв».

### Живопис

Мона Ліза, Леонардо да Вінчі

Живопис — це спосіб творчого вираження, який може існувати в кількох формах. Малюнок, жест (як у жестовому живописі), композиція, розповідь (як у наративному мистецтві) або абстракція (як у абстрактному мистецтві), серед інших естетичних способів, можуть служити для виявлення експресивного та концептуального наміру митця. Живопис може бути натуралістичними та репрезентативними (як у натюрморті чи пейзажі), фотографічними, абстрактними, оповідними, символістичними (як у мистецтві символізму), емоційними (як у експресіонізмі) або політичними за характером (як у артивізмі).
Сучасні художники значно розширили практику, включивши, наприклад, колаж. Колаж не є живописом у строгому сенсі, оскільки він містить інші матеріали. Деякі сучасні художники використовують різні матеріали, такі як пісок, цемент, солому дерево або пасма волосся, для текстури своїх робіт. Прикладом можуть служити роботи Жана Дюбюффе або Ансельма Кіфера.

### Фотографія
Фотографія як вид мистецтва стосується фотографій, створених відповідно до творчого бачення фотографа. Художня фотографія відрізняється від фотожурналістики, яка забезпечує візуальний звіт про новинні події, та комерційної фотографії, головною метою якої є реклама продуктів або послуг.

### Скульптура
Скульптура — це галузь образотворчого мистецтва, яка працює з об'єктами в трьох вимірах. Це один з видів пластичного мистецтва. Процеси створення довговічних скульптур спочатку використовували різьблення (видалення матеріалу) та моделювання (додавання матеріалу, наприклад глини) у камені, металі, кераміці, дереві, та інших матеріалах, але з часів модернізму, зміни в підходах до створення скульптур призвели до майже повної свободи у виборі матеріалів і процесів. Різноманітні матеріали можна обробити шляхом видалення, наприклад, за допомогою різьблення, збірки зварюванням чи моделюванням, формування або лиття.

## Літературне мистецтво
Література (також відома як літературне мистецтво або мовне мистецтво) це буквально «знайомство з літерами», відповідно до першого значення, наведеного в Оксфордському словнику англійської мови. Іменник «література» походить від латинського слова littera, що означає «окремий письмовий знак (літера)». Цей термін зазвичай позначає збірку творів, які в західній культурі є переважно прозою (як художньою, так і науковою), драмами та поезією. У більшості частин світу, якщо не в усьому світі, художнє мовне вираження також може бути усним і включати такі жанри як епос, легенда, міф, балада, інші форми усної поезії та фольклор. Комікси, поєднання малюнків чи інших образотворчих мистецтв із оповідною літературою, часто називають «дев'ятим мистецтвом» (le neuvième art) у франкомовних академічних дослідженнях.

## Виконавське мистецтво

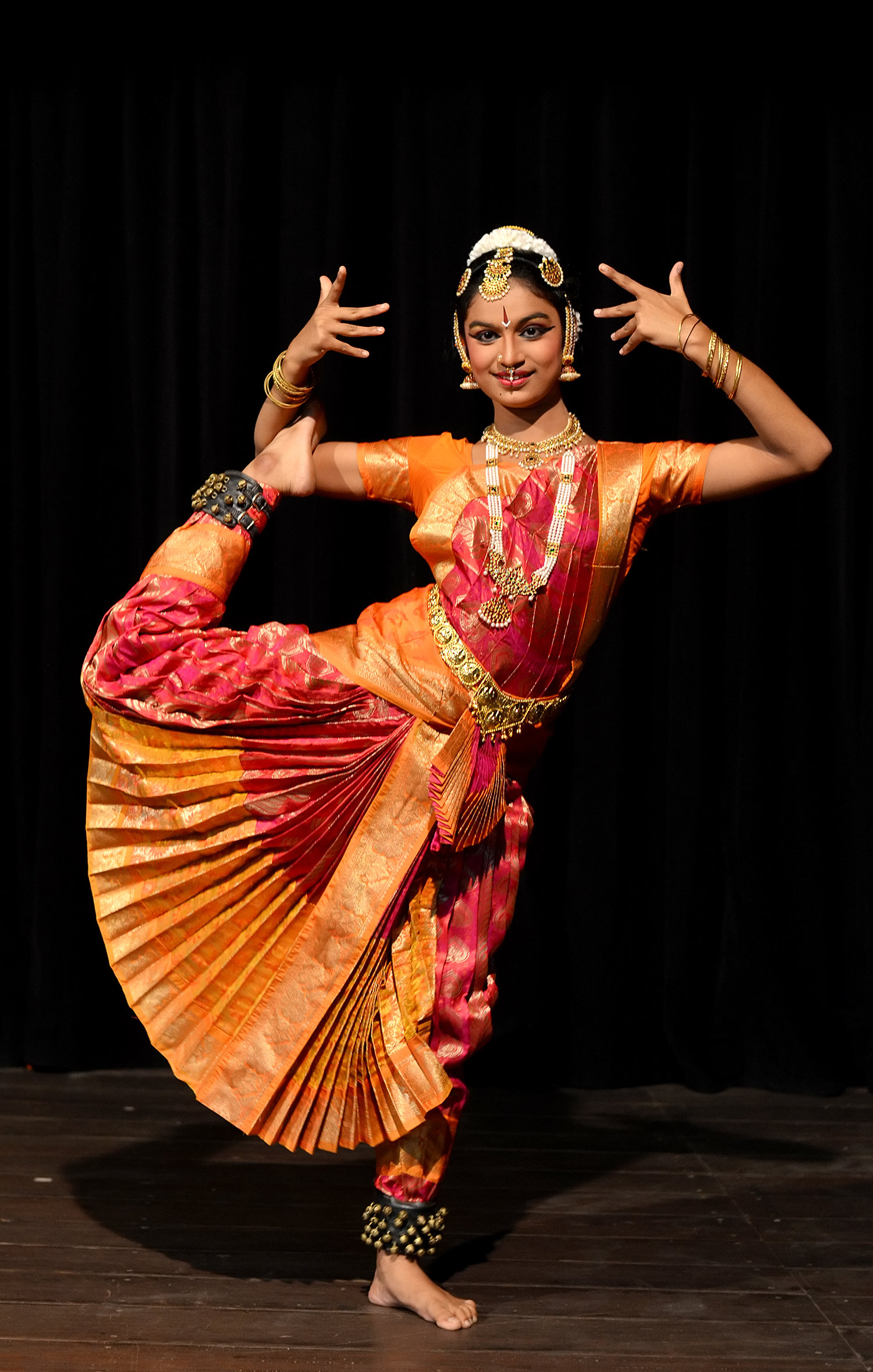
Виконавиця танцю Бхаратанатьям в Індійський класичний танець

Виконавське мистецтво включає танець, музику, театр, оперу, пантоміму та інші види мистецтва, в яких головним продуктом є виступ людини. Виконавське мистецтво вирізняється цим елементом виконання на відміну від таких дисциплін, як образотворче та літературне мистецтво, де продукт є об'єктом, який не потребує спостереження за виконанням та відчуття вистави. Кожна дисципліна у виконавському мистецтві має тимчасовий характер, тобто виступ виконується протягом певного періоду часу. Виступи загалом класифікуються як повторювані (наприклад, за сценарієм чи партитурою) або імпровізовані для кожного виступу. Митці, які займаються цим мистецтвом перед публікою, називаються виконавцями, включаючи акторів, фокусників, коміків, танцюристів, музикантів, і співаків. Виконавське мистецтво також залежить від послуг інших артистів або необхідних працівників, таких як авторів пісень і фахівців з сценічного устаткування. Виконавці часто адаптують свій зовнішній вигляд за допомогою таких інструментів, як костюми та сценічний грим.

### Танець
Танець зазвичай відноситься до рухів людини, які використовуються як форма самовираження або представлені в соціальному, духовному чи виконавському середовищі. Хореографія — це мистецтво створення танців, а людина, яка цим займається, називається хореографом. Визначення того, що є танцем, залежать від соціальних, культурних, естетичних, мистецьких і моральних обмежень і варіюються від функціональних рухів (таких як народний танець) до систематизованих віртуозних технік, таких як балет. У спорті: гімнастика, фігурне катання і артистичне плавання — танцювальні дисципліни. У бойових мистецтвах «ката» порівнюють з танцями.

### Музика

Музична партитура вступних тактів із фортепіанної сонати № 11 Вольфганга Амадея Моцарта

Музику часто визначають як вид мистецтва, носієм якого є поєднання звуків. Хоча вчені погоджуються з тим, що музика загалом складається з кількох основних елементів, їх точні визначення є предметом дискусії. Загальновідомі аспекти включають висоту звуку (яка керує мелодією та гармонією), тривалість (включаючи ритм і темп), інтенсивність (включаючи динаміку) і тембр. Хоча визначення музики вважаються культурною універсальністю, вони дуже різняться в усьому світі, оскільки вони базуються на різних поглядах на природу, надприродне та людство. Музику часто розрізняють на композицію та виконання, тоді як музичну імпровізацію можна розглядати як проміжну традицію. Музику можна розділити на жанри та піджанри, хоча лінії поділу та зв'язки між жанрами часто є розмитими, іноді відкритими для індивідуальної інтерпретації, а іноді суперечливими.

### Театр
Театр (від грецького theatron (θέατρον); від theasthai, «спостерігати») — це галузь сценічного мистецтва, пов'язана з розігруванням історій перед публікою з використанням комбінацій мови, жестів, музики, танцю, звуку і спектаклю — фактично будь-яких елементів інших виконавських мистецтв. На додаток до стандартного стилю розповідного діалогу, театр приймає такі форми, як опера, балет, пантоміма, кабукі, класичний індійський танець, китайська опера, та вистави з рядженими.

## Багатопрофільні мистецькі твори
В деяких галузях твори мистецтва поєднують кілька напрямків, наприклад кіно, оперу та виконавське мистецтво. Хоча оперу часто класифікують як виконавське мистецтво музики, слово «опера» перекладається з італійської як «твір», оскільки опера поєднує мистецькі дисципліни в єдиний мистецький досвід. В традиційній опері використовуються декорації (образотворче мистецтво), костюми (мода), акторська гра (драматичне виконавське мистецтво), лібрето [слова/історія] (література), співаки та оркестр (музика).

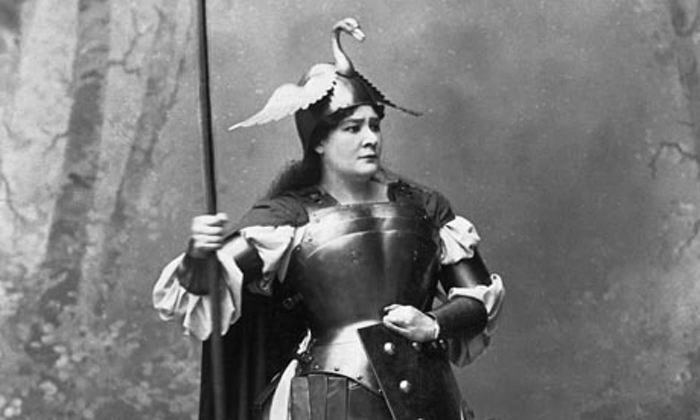
Ернестина Шуман-Гейнк у ролі Вальтрауте

Композитор Ріхард Вагнер визнавав поєднання багатьох дисциплін в одному творі опери, прикладом чого є його цикл Перстень Нібелунга. Він не використовував термін опера для своїх творів, замість цього він використовував термін Gesamtkunstwerk («синтез мистецтв»), який іноді перекладають як «музична драма», наголошуючи на літературних і театральних компонентах, які були такими ж важливими, як і музика. Класичний балет — ще одна форма, яка виникла в 17 столітті, в якій оркестрова музика поєднується з танцем.
Інші твори кінця XIX, XX і XXI століть поєднали інші дисципліни в унікальний і творчий спосіб, наприклад мистецтво перформансу. Мистецтво перформансу — це перформанс у часі, який об'єднує будь-яку кількість інструментів, об'єктів і видів мистецтва в рамках попередньо визначеної або менш чітко визначеної структури, при цьому деякі елементи можуть бути імпровізовані. Мистецтво перформансу може виконуватись за сценарієм, або без сценарію, може бути випадковим або ретельно організованим; може мати місце навіть залучення аудиторії. Багато хто вважає Джона Кейджа більше артистом, ніж композитором, хоча він віддав перевагу останньому терміну. Він не складав музику для традиційних ансамблів. Композиція Кейджа Living Room Music, створена в 1940 році, є «квартетом» для невизначених інструментів, насправді немелодійних об'єктів, які можна знайти у вітальні типового будинку, звідси й походження назви.

## Інші види мистецтва
Не існує чіткої межі між мистецтвом і культурою. Такі сфери культури, як гастрономія, іноді вважаються мистецтвом.

### Прикладне мистецтво
Прикладне мистецтво — це застосування дизайну та декорування повсякденних, функціональних предметів, з метою зробити їх естетично привабливими. Прикладне мистецтво включає такі галузі, як промисловий дизайн, ілюстрація та комерційне мистецтво. Термін «прикладне мистецтво» використовується щоб підкреслити відмінність від образотворчого мистецтва, де останнє визначається як мистецтво, яке спрямоване на створення красивих предметів або забезпечує інтелектуальну стимуляцію, але не має основної повсякденної функції. На практиці вони часто збігаються.

### Відеоігри
Відеоігри — це мультидисциплінарні твори, які включають безперечно художні елементи, такі як візуальні ефекти та звук, а також досвід, що виникає внаслідок природи їхньої інтерактивності. У спільноті відеоігор точаться дебати щодо того, чи слід класифікувати відеоігри як вид мистецтва, а розробників ігор — ААА чи інді — слід класифікувати як митців. Хідео Кодзіма, дизайнер відеоігор, якого вважають «художником ігор», стверджував у 2006 році, що відеоігри є типом послуг, а не формою мистецтва. У соціальних науках економісти-культурологи показують, як відеоігри сприяють залученню до більш традиційних форм мистецтва. У 2011 році Національний фонд мистецтв включив відеоігри у своє визначення «твору мистецтва», а Смітсонівський музей американського мистецтва представив виставку під назвою «Мистецтво відеоігор» у 2012 році.

## Мистецька критика

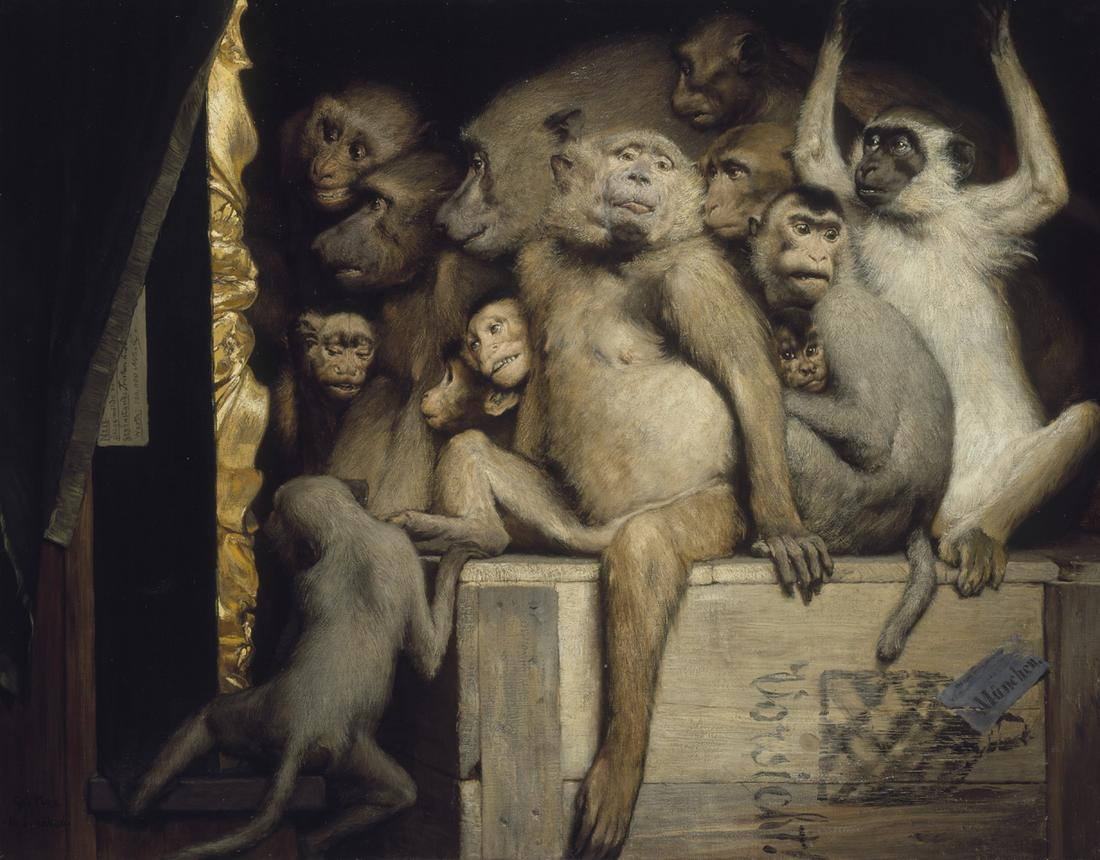
Мавпи як судді мистецтва, 1889, Габріель фон Макс

Мистецька критика — це обговорення або оцінка мистецтва. Художні критики зазвичай критикують мистецтво в контексті естетики або теорії краси. Метою мистецької критики є пошук раціональної основи для оцінки мистецтва, але залишається сумнівним, чи може така критика вийти за рамки переважаючих соціально-політичних обставин.
Різноманітність мистецьких рухів призвела до поділу мистецької критики на різні дисципліни, кожна з яких може використовувати різні критерії для своїх суджень. Найпоширенішим поділом у сфері критики є історична критика та оцінка, різновид історії мистецтва, і сучасна критика робіт живих митців.
Незважаючи на уявлення про те, що критика є діяльністю з меншим ризиком, ніж створення мистецтва, думки про сучасне мистецтво підлягають корекції з плином часу. Критиків минулого можна висміювати за те, що вони відкидали шанованих тепер митців (наприклад, ранні роботи імпресіоністів). В деяких випадках критики надавали зневажливі назви самим мистецьким напрямкам, але пізніше митці цього напрямку приймали ці зневажливі назви як знак пошани, напр. імпресіонізм, кубізм, при цьому первинне негативне значення було забуто. Митці часто мали непрості стосунки зі своїми критиками. Зазвичай митцям потрібні позитивні відгуки критиків, щоб залучати глядачів для перегляду та придбання їхні робіт.
Існує багато різних чинників, які визначають судження про мистецтво, наприклад естетика, пізнання чи сприйняття. Естетична, прагматична, експресивна, формалістична, релятивістська, процесійна, імітаційна, ритуальна, когнітивна, міметична та постмодерністська теорії — лише деякі з багатьох теорій, які критикують і оцінюють мистецтво. Мистецька критика та оцінка можуть бути суб'єктивними, заснованими на особистих уподобаннях до естетики та форми, або на елементах і принципах дизайну та соціальному і культурному прийнятті[джерело?].

## Освіта
Мистецтво в освіті — це галузь освітніх досліджень і практики, що ґрунтується на дослідженнях навчання через мистецький досвід. У цьому контексті мистецтво може включати театральну освіту (танець, драма, музика), літературу та поезію, оповідання, образотворчу освіту в кіно, ремеслах, дизайні, цифровому мистецтві, медіа та фотографії. Мистецтво в освіті відрізняється від художнього виховання тим, що не стільки стосується викладання мистецтва, скільки зосереджене на:
- покращенні навчання за допомогою мистецтва
- застосовуванні навичок і знання, які розвиваються в художній діяльності, до інших сфер навчання
- виявленні та створенні розуміння людської поведінки, мислення, потенціалу та навчання, особливо через уважне спостереження за творами мистецтва та залучення до досвіду мистецтва

## Політика
В історії та культурі існує тісний зв'язок між мистецтвом і політикою, особливо між різними видами мистецтва і  владою. Реагуючи на події та політику, мистецтво набуває політичних, а також соціальних вимірів, стаючи центром суперечок і силою політичних і соціальних змін.
Цікавим спостереженням є те, що великий талант зазвичай має вільний дух. Прикладом може бути Бенксі, графіті-художник, який постійно конфліктує з владою і вважається «вільним духом» завдяки своїй роботі.
Мистецтво і політика продовжують бути тісно пов'язаними. Митці використовують свої роботи, щоб виражати свої політичні погляди та сприяти суспільним змінам. А уряди використовують мистецтво для просування власних планів.

## Пояснювальні примітки
1. ↑  Термін «танець» також використовується для опису кроків або шаблону для одного конкретного танцю[36], певної музичної форми чи жанру,[37], соціальної зустрічі для танців[en][38], або руху в неживих об'єктах (наприклад, «танець води […] було видно на відстані понад милю»)[39].

## Подальше читання
- Barron, Christina (29 квітня 2012). Museum exhibit asks: Is it art if you push ‘start’?. The Washington Post. Архів оригіналу за 4 червня 2013. Процитовано 12 лютого 2013.
- Feynman, Richard (1985). QED: The Strange Theory of Light and Matter. Princeton University Press. ISBN 978-0691024172.
- Kennicott, Philip (18 березня 2012). The Art of Video Games. The Washington Post. Архів оригіналу за 4 червня 2013. Процитовано 12 лютого 2013.